# Tatabánya
Tatabánya – miasto na prawach powiatu, położone w komitacie Komárom-Esztergom.

## Położenie
Miasto położone jest w południowej części komitatu, w dolinie między wzgórzami Gerecse i Vértes, 55 km na zachód od Budapesztu. Z powodu swojego położenia Tatabánya stała się ważnym krajowym węzłem komunikacyjnym. Na jej obrzeżach przebiega autostrada M1 Budapeszt-Wiedeń, przez nią przebiega także linia kolejowa łącząca te dwie stolice. Linie autobusowe łączą miasto ze wszystkimi okolicznymi miejscowościami i najważniejszymi miastami Węgier.

## Historia
Obszar dzisiejszej Tatabányi był zasiedlony od czasów prehistorycznych. Liczne znaleziska dowodzą, że ludzie żyli tu nieprzerwanie od epoki kamienia. Węgrzy, przybywający tu w czasie zasiedlania ojczyzny (hónfoglalás), już zastali tu liczne i zróżnicowane etnicznie plemiona. Osadę Bánhida (ob. część Tatabányi wspomina się w dokumentach z 1288 roku. Wkrótce w jej okolicy powstają następne osady, dziś również należące do Tatabányi: Alsógalla i Felsőgalla. Region szybko się zaludniał dzięki bliskości twierdz (np. w Tata) – rozwijało się rzemiosło, rolnictwo i handel.
W średniowieczu region został dotknięty przez liczne klęski żywiołowe, zaś w wieku XVI zajęli go Turcy. Podczas Reformacji mieszkańcy przyjęli wyznania protestanckie i pobudowali swoje świątynie. Po odejściu Turków z Węgier po pokoju karłowickim (1699) region stał się częścią majątku rodziny Esterházych, która osiedlała tu licznych katolików niemieckich i słowackich, w wyniku czego ludność regionu stała się w przeważającej większości katolicka.
Spis ludności przeprowadzony w latach 80. XVIII wieku wykazał, że w Alsógalla mieszkało 580 osób, a w Felsőgalla – 842 osoby. W tym czasie odkryto tu pokłady węgla, co dość szybko zmieniło życie regionu. Do końca XIX w. większość miejscowej ludności zajmowała się rolnictwem, ale w roku 1891 powstało Węgierskie Towarzystwo Kopalni Węgla Kamiennego, które miało dbać o rozwój górnictwa i przemysłu metalowego. Na święta Bożego Narodzenia 1896 wyjechał na powierzchnię pierwszy wózek węgla, – zasobność pokładu szacowano na ok. 100 lat. Koło kopalni powstała kolonia, która w ciągu kilku lat została przyłączona do Alsógalla. We wrześniu 1902 roku Alsógalla stała się oddzielną gminą, która w maju 1903 r. przyjęła nazwę Tatabánya (Tata – pobliskie miasto – siedziba rodziny Esterházych, bánya – węg. „kopalnia”). Życie mieszkańców znacznie się ożywiło, powstały lokalne gazety, organizacje kulturalne i społeczne.
Krótko po upadku Węgierskiej Republiki Rad, 6 września 1919 roku górnicy z Tatabányi zaprotestowali przeciw wprowadzonemu przez rząd drastycznemu wzrostowi czasu pracy i seryjnym zatrzymaniom przywódców związków zawodowych. Wezwana przez dyrekcję żandarmeria strzelała do protestujących, w wyniku czego wielu robotników zginęło, wielu też zostało rannych. Na pamiątkę tej tragedii w 1950 roku uchwalono Dzień Górnika, który obchodzi się na Węgrzech 6 września.  

### Połączenie gmin
Już przed II wojną światową wspominano o planach połączenia gmin górniczych koło Tata. Już wtedy kopalnie tam się znajdujące były intensywnie eksploatowane.
Latem 1945 roku z inicjatywy mieszkańców powstała w Tatabányi komisja rewindykacyjna, działająca obok komisji powiatowej w Tata. Jesienią zaś Ministerstwo Spraw Wewnętrznych zaczęło przygotowywać połączenie czterech gmin górniczych. 10 listopada rejent tych gmin spotkał się w Tata z przedstawicielem Ministerstwa, w wyniku czego ustalono warunki połączenia.
Na decyzję silnie wpłynęły szkody poczynione przez II wojnę światową – odbudowanie kosztowało dużo pieniędzy, czasu i energii. Gminy bały się utracenia samodzielności i zejścia w cień. Największych szkód doznała gmina Bánhida, ale po długich negocjacjach zgodziła się na połączenie. Z kolei 24 listopada zgodę cofnęła Alsógalla, bo rozporządzała ona infrastrukturą na najwyższym poziomie, a budynki były w najlepszym stanie, dlatego gmina bała się, że połączenie spowolni jej rozwój. Po kolejnych rozmowach, 24 czerwca 1946 roku wyraziła zgodę na połączenie.
Teraz przyszedł czas na sprawy organizacyjne. 1 października 1946 przedstawiciele czterech gmin wspólnie omówili sytuację majątkową i administracyjną. Wybrano nową radę miasta Tatabánya: składała się z 60 osób, z czego 30 należało do WPK, 25 do MSzDP, jedna do Niezależnej Partii Drobnych Rolników (FKgP), zaś 4 były przedstawicielami związków zawodowych. 10 października 1947 roku cztery gminy (Tatabánya, Alsógalla, Felsőgalla, Bánhida) ostatecznie przekształciły się w miasto.

### Stolica komitatu
Po 1945 roku stolicą komitatu Komárom-Esztergom był Esztergom, ale kierownictwo komitatu wnioskowało o zmianę stolicy ze względu na słabe połączenie miasta, położonego nie tylko na pograniczu komitatu, ale i na granicy państwa. W 1948 roku zadecydowano, że stolicą komitatu zostanie Tata lub Tatabánya. W 1950 roku Rada ds. Gospodarki Narodowej przychyliła się do kandydatury Tatabányi ze względu na prężnie rozwijające się tam górnictwo i łatwy dojazd do miasta.
Po II wojnie światowej i odbudowie dawnych zakładów i budynków, otwarto również kopalnie. Miało to znaczny wpływ na wzrost liczby ludności, która osiągnęła swój szczyt w latach 80., wynosząc 80 tys. Przemysłowy charakter miasta został w latach 80. już ostatecznie określony. Dominowało górnictwo i przemysł ciężki.
Po przemianach ustrojowych nastąpiło powolne przekształcanie się struktury gospodarczej Tatabányi. Na znaczeniu zyskiwały przedsiębiorstwa paliwowe, produkujące sprzęt medyczny oraz części samochodowe (szyby, obręcze kół). W roku 2009 na 500 hektarach powierzchni miasta znajdowało się ok. 25 średnich i dużych przedsiębiorstw, zatrudniających ok. 13 tys. osób.
W roku 1991 Tatabánya stała się miastem na prawach komitatu.
W latach 2007–2008 otwarto w Tatabányi dwie galerie handlowe: Vértes Center i Omega Park.

### Polska mniejszość w Tatabányi
Komitat Komárom-Esztergom (a w nim miasta Komárom i Tatabánya) jest jednym z głównych (po Budapeszcie) skupisk Polonii węgierskiej.

## Dzielnice
1 października 1947 roku cztery gminy: Bánhida, Felsőgalla, Alsógalla i Tatabánya połączyły się w jedno miasto.
Dzielnice śródmiejskie (obecnie):
Alsógalla, Bánhida, Felsőgalla, Kertváros, Óváros (starówka – dawna Tatabánya), Újtelep, Dózsakert, Újváros, Sárberek, Gál István-lakótelep.
Przedmieścia:
Csákányospuszta, Síkvölgypuszta, Szőlőhegy.

## Infrastruktura
W roku 2000 liczba gospodarstw domowych w Tatabányi wynosiła ponad 30 tys. Z tego ponad 90% jest skomunalizowanych, a 12% podłączonych do sieci gazowej (większość kuchni na Węgrzech jest elektryczna). 60% gospodarstw jest ogrzewanych z sieci (podobnie jak większość na Węgrzech – gazem) oraz posiada telefon. Prawie wszędzie jest telewizja kablowa. 98% dróg jest asfaltowych. Dobrze działa komunikacja masowa i wywóz śmieci.

## Edukacja

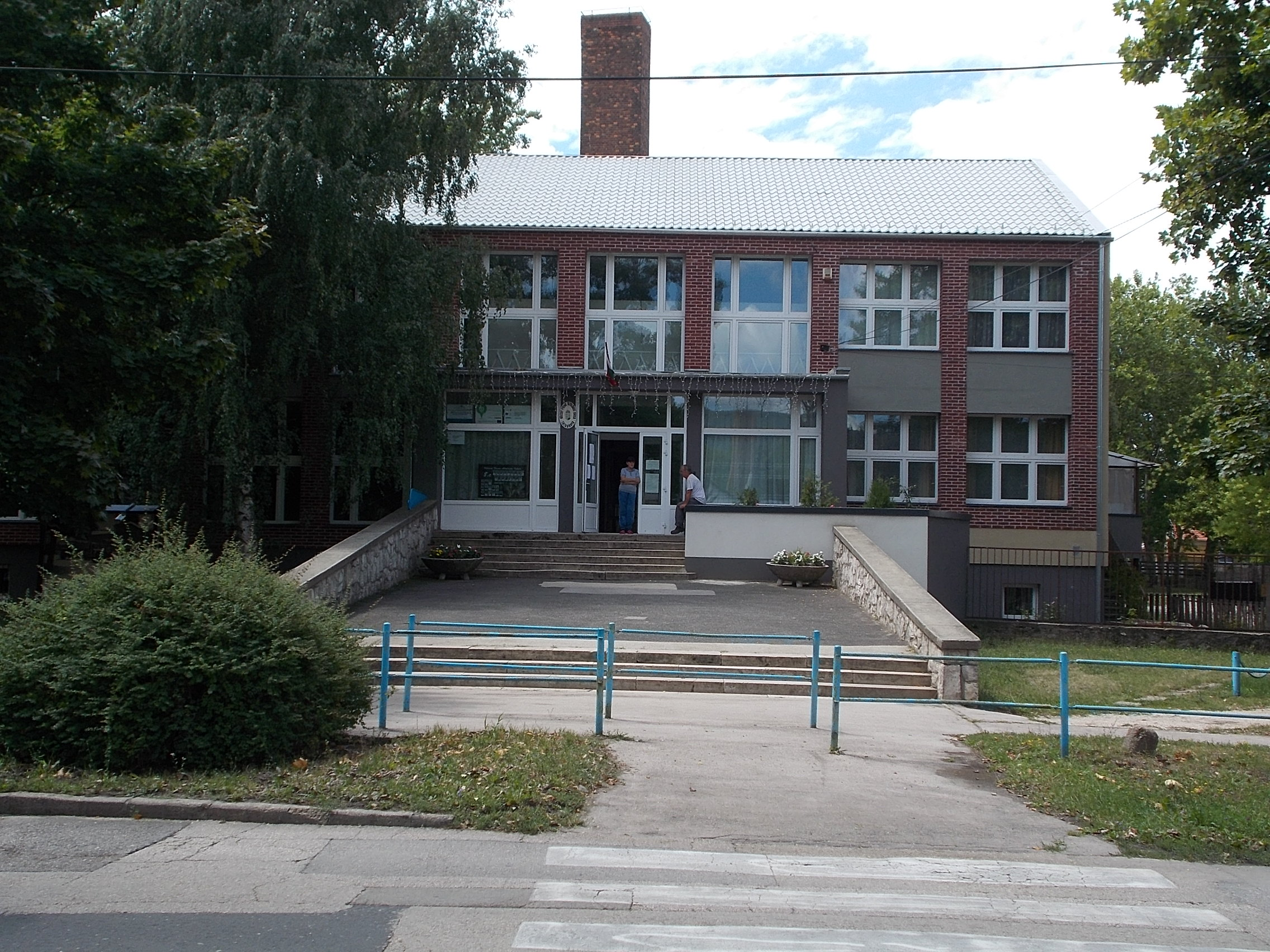
Szkoła Podstawowa im. Ferenca Kölcseyego (Kölcsey Ferenc Általános Iskola)

Do połowy XX wieku poziom kształcenia w mieście był uznawany za przeciętny. Jednak rozwój górnictwa spowodował, że w porównaniu ze średnią krajową znacznie spadła liczba kończących szkoły podstawowe. Pod koniec wieku sytuacja znów się zmieniła – coraz więcej osób kończyło szkoły średnie. W mieście jest 5 żłobków, 18 przedszkoli, 16 szkół podstawowych i 10 średnich. W roku 1992 powstała Szkoła Główna Nauk o Handlu, przez kilka lat była też obecna filia Szkoły Głównej im. Dénesa Gábora – ogólnokrajowej szkoły wyższej o profilu inżyniersko-menedżerskim.

## Kultura i sport

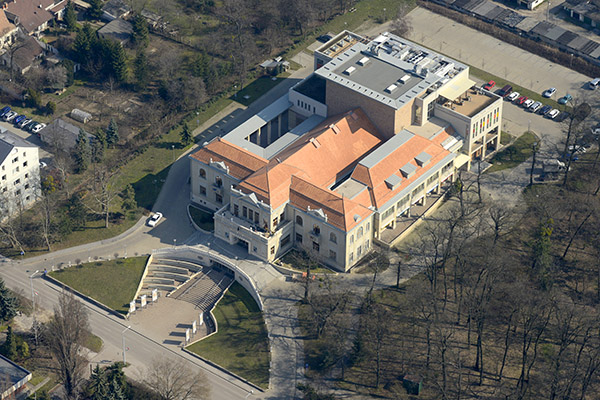
Teatr im. Mari Jászai

Największą instytucją kulturalną w Tatabányi jest Teatr im. Mari Jászai. Poza tym są liczne domy kultury, centra młodzieżowe, biblioteki i muzea. W mieście regularnie odbywają się imprezy kulturalno-rozrywkowe, z których najbardziej znany jest Szentivánéji Karnevál (23/24 czerwca – odpowiednik polskiej Nocy Świętojańskiej) i Dzień Górnika (6 września – jedną z konkurencji jest tam wyścig wózków do wywożenia węgla).
W roku 1910 powstał Górniczy Klub Sportowy (Tatabányai Bányász Sport Club – TBSC). Jest w mieście kilka klubów, w których działali sportowcy znani w całej Europie. Drużyna piłkarska FC Tatabánya gra obecnie w II lidze, ale szczypiorniści (Tatabánya Carbonex KC) i siatkarki (Tatabányai Volán SE) grają w I lidze.
W Tatabányi znajduje się szpital św. Barbary (szpital komitacki), do którego należy łaźnia, specjalizująca się w leczeniu schorzeń reumatycznych.

## Gospodarka
W końcu lat 60. XX wieku najważniejszą gałęzią przemysłu w mieście było górnictwo i gałęzie pokrewne. Po przemianach ustrojowych sprywatyzowano dogorywające górnictwo, powstały firmy miejscowe, a także międzynarodowe (gł. związane z motoryzacją i logistyką). W mieście rozwinął się przemysł maszynowy, chemiczny, cementowy oraz drzewny.

## Zabytki i obiekty warte obejrzenia

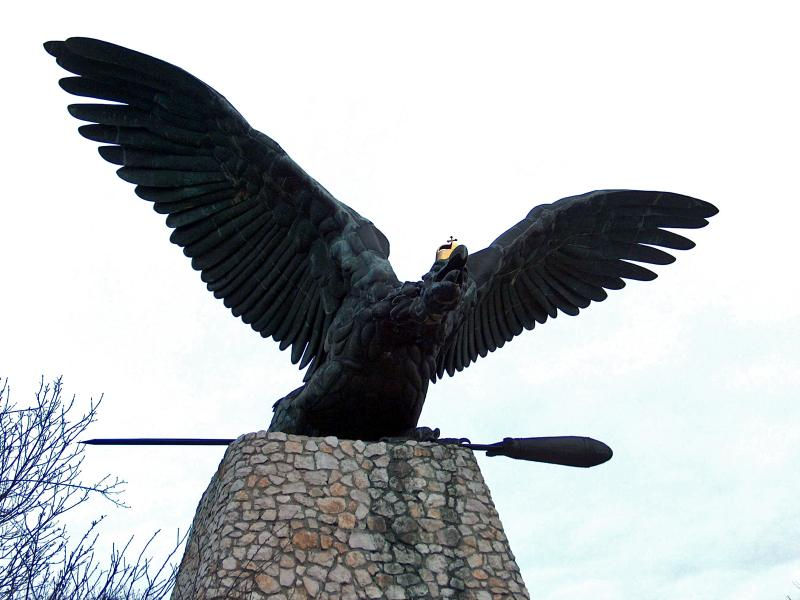
Pomnik Turula

W Tatabányi, która jest miastem przemysłowym, nie można znaleźć wielu obiektów godnych obejrzenia, jest jednak kilka zabytkowych budynków, pomników przemysłu i dzieł sztuki nowoczesnej.

### Muzea
- Muzeum miejskie w Domu Kultury – wystawa poświęcona dziejom regionu i zbiory etnograficzne Lajosa Boglára z Ameryki Południowej;
- Muzeum Górnictwa – skansen przemysłowy na terenie szybu nr 15, domy górników, muzeum dziejów szkolnictwa

### Budynki, pomniki

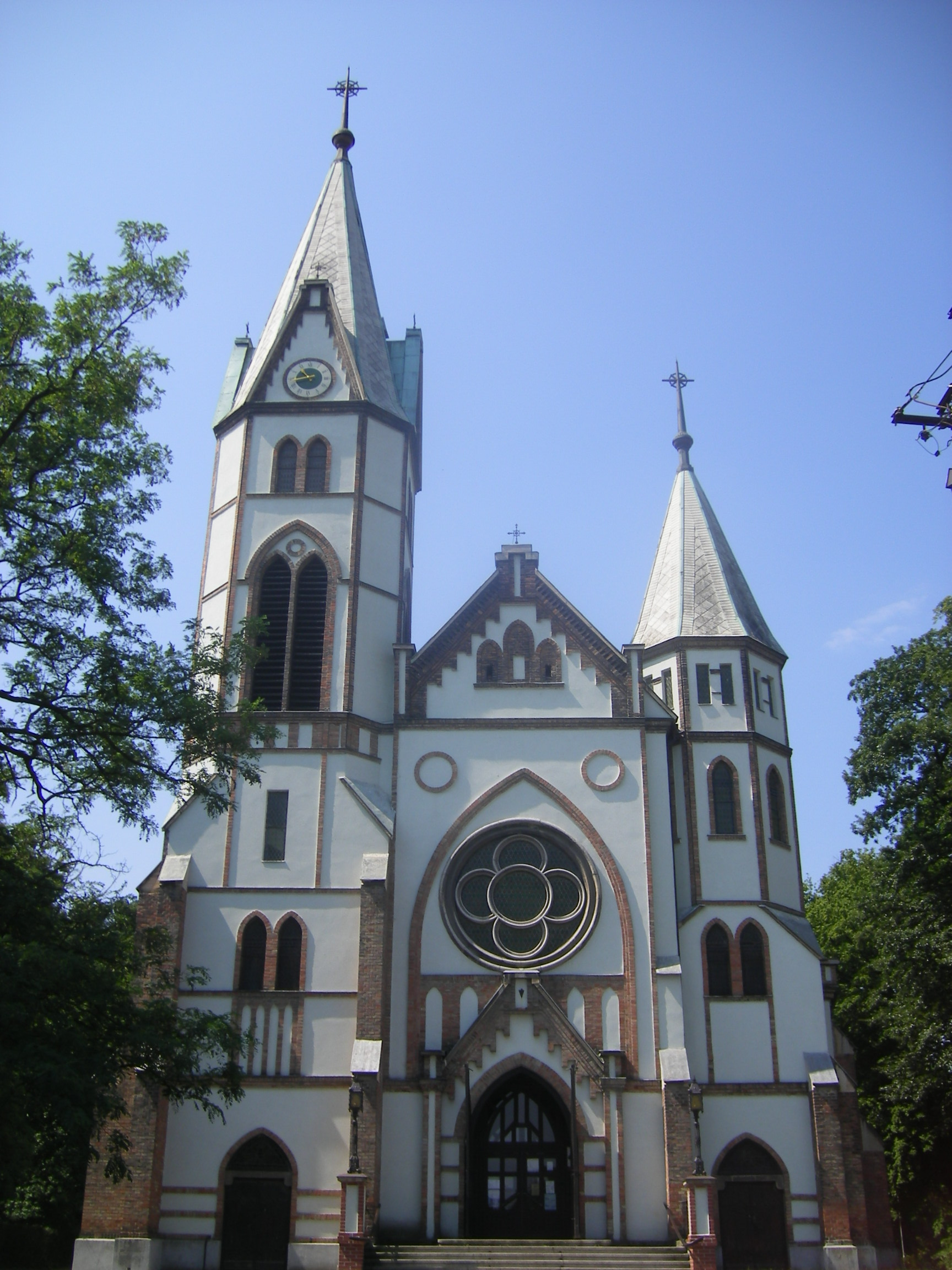
Kościół św. Stefana

- Pomnik Turula na Kamiennej Górze (Kő-hegy); Turul był legendarnym ptakiem, który doprowadził Węgrów do Panonii w IX wieku
- Pomnik Męczenników Katynia w Tatabánya
- Dom Ludowy – Teatr im. Mari Jászai
- „Dom tulipanów”
- kościół św. Michała w Bánhida[5]
- kościół św. Stefana[6]
- kościół reformowany w Bánhida
- wieża widokowa Ranzinger

### Atrakcje naturalne
- Jaskinia Selima i wzgórza Gerecse – miejsca ciekawe dla lubiących turystykę pieszą;
- Park w starówce.

### Instalacje współczesne

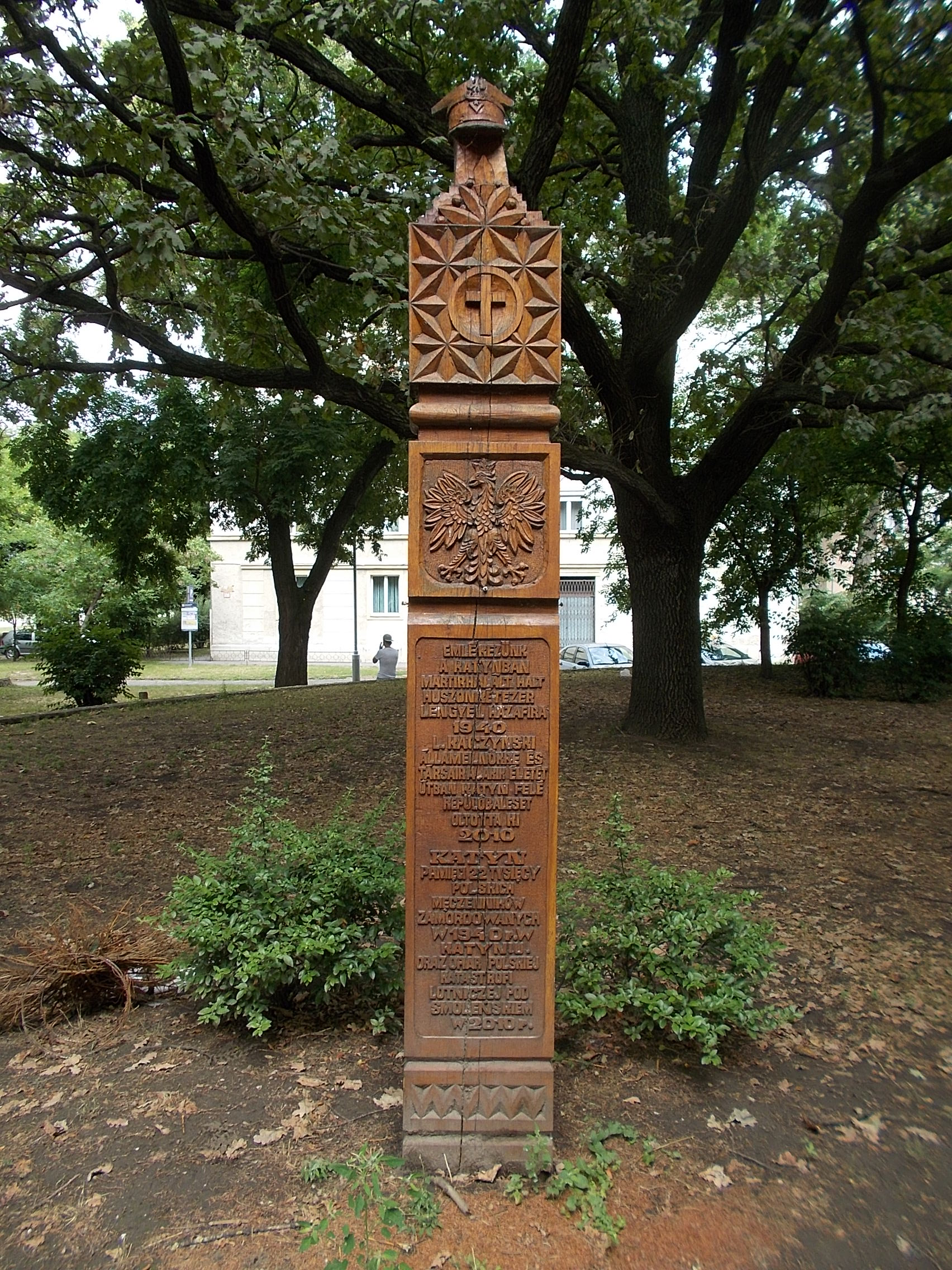
Pomnik Męczenników Katynia

- Jezioro w środku miasta, z wyspą pośrodku, na której znajduje się zegar słoneczny autorstwa László Szunyogha
- Pomnik ofiar I wojny światowej w centrum Bánhida
- Pomnik Męczenników Katynia w Tatabánya
- Pomnik poety węgierskiego Endre Adya autorstwa Miklósa Melocco przed Szkołą Główną Nauk o Handlu[7]
- Pomnik św. Stefana autorstwa László Varkolya w centrum Felsőgalla
- Pomnik powstania węgierskiego 1848 z 2016 r.
- Pomnik powstania węgierskiego 1956 z 2004 r.
- Łaźnia Tatabányai Gyémánt Fürdő

## Urodzili się w Tatabányi
- 1926 – Márta Záray, tancerka i piosenkarka
- 1948 – Judit Droppa, projektantka mody
- 1949 – Gábor Reviczky, aktor teatralny
- 1951 – Ádám Faludi, pisarz
- 1952 – János Voga, piosenkarz, nauczyciel, prezenter radiowy
- 1962 – László Palik, dziennikarz sportowy, kierwoca wyścigowy, prezes Hungaroring[8]
- 1963 – József Kiprich, piłkarz, 70-krotny reprezentant kraju
- 1966 – Eszter Nagy-Kálózy, aktorka[9]
- 1975 – Viktor Kassai, piłkarski sędzia międzynarodowy
- 1976 – Ildikó Sós, piłkarka wodna, reprezentantka kraju
- 1977
  - Bernadett Ferling, szczypiornistka, reprezentantka kraju
  - Nóra Medvegy, szachistka
- 1979 – Miklós Fehér, piłkarz, reprezentant kraju
- 1982 – Ottó Kinizsi, aktor, reżyser, dramaturg
- 1984 – Orsolya Herr, szczypiornistka, bramkarka, reprezentantka kraju

## Współpraca
Miejscowości partnerskie:
- Aalen, Niemcy
- Arad, Rumunia
- Będzin, Polska
- Christchurch, Wielka Brytania
- Fairfield, Stany Zjednoczone
- Iżewsk, Rosja
- Nové Zámky, Słowacja
- Odorheiu Secuiesc, Rumunia
- Pazardżik, Bułgaria
- Saint-Lô, Francja

## Galeria zdjęć

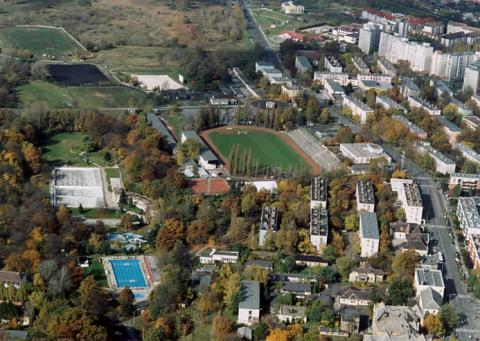
Fragment miasta
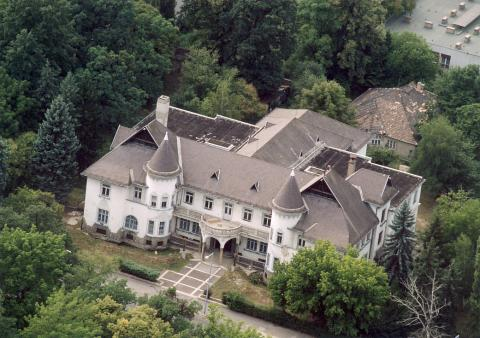
Tulipanowy dom
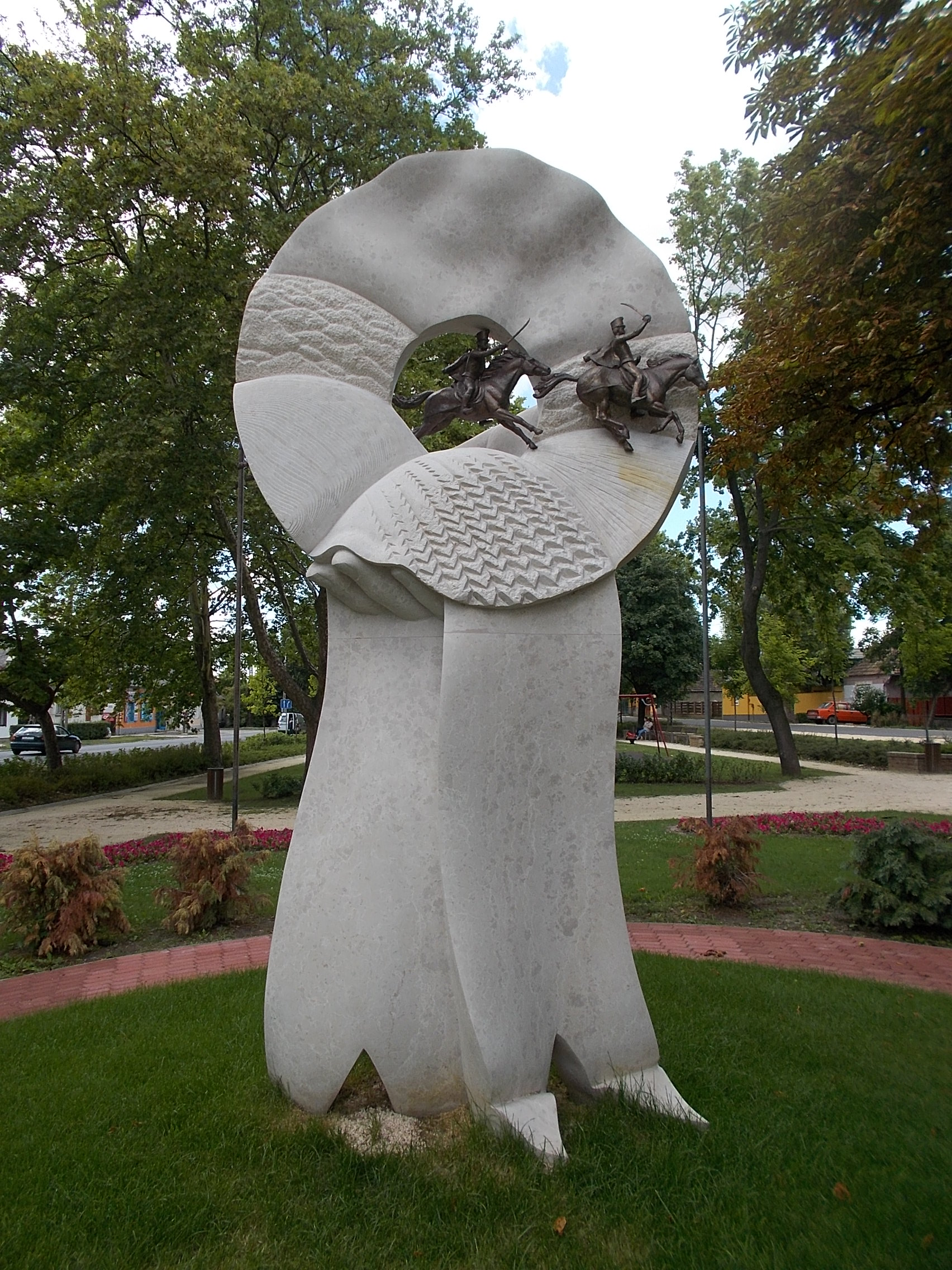
Pomnik powstania węgierskiego 1848
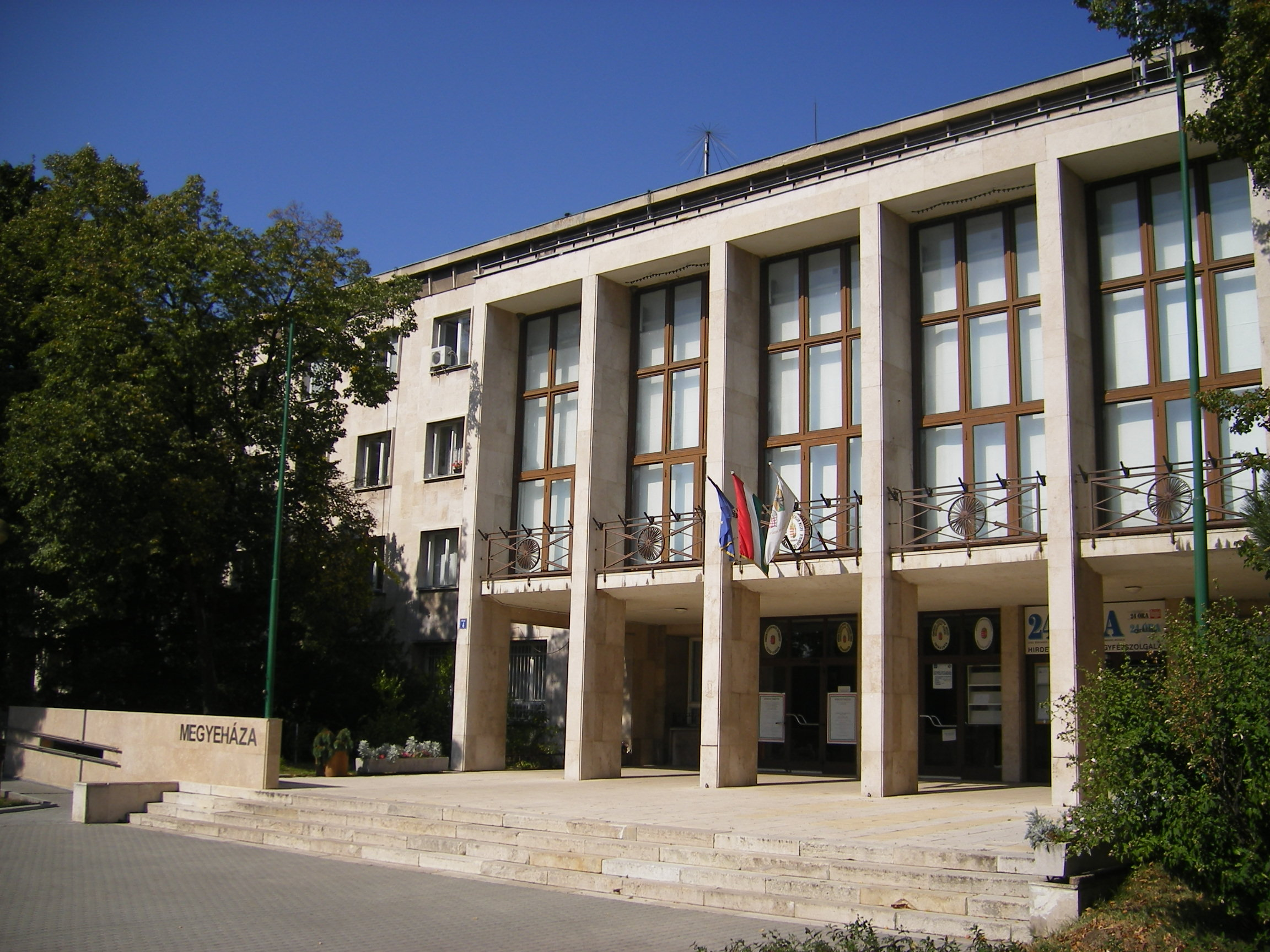
Siedziba komitatu (architektura socrealistyczna)
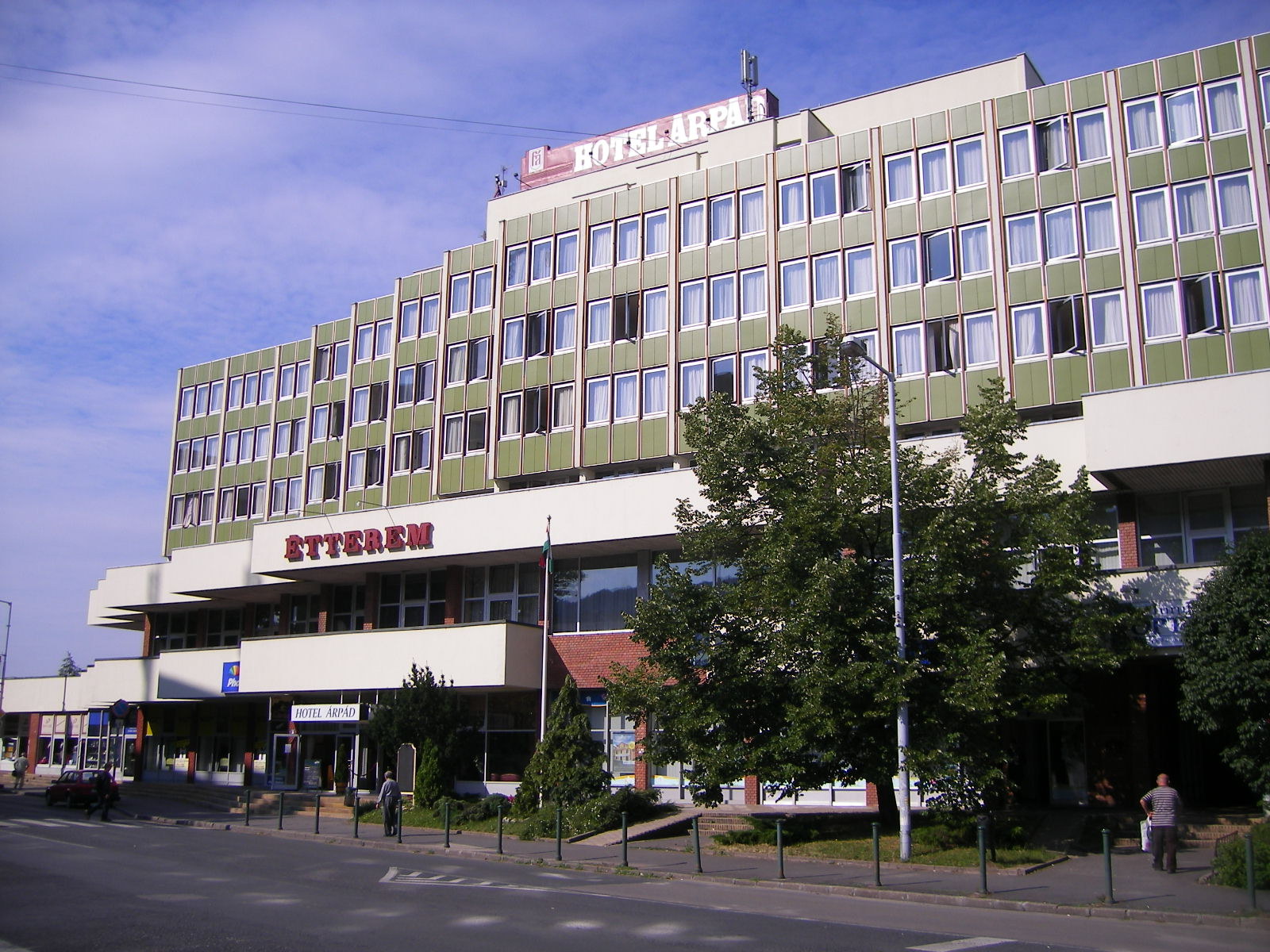
Hotel Árpád
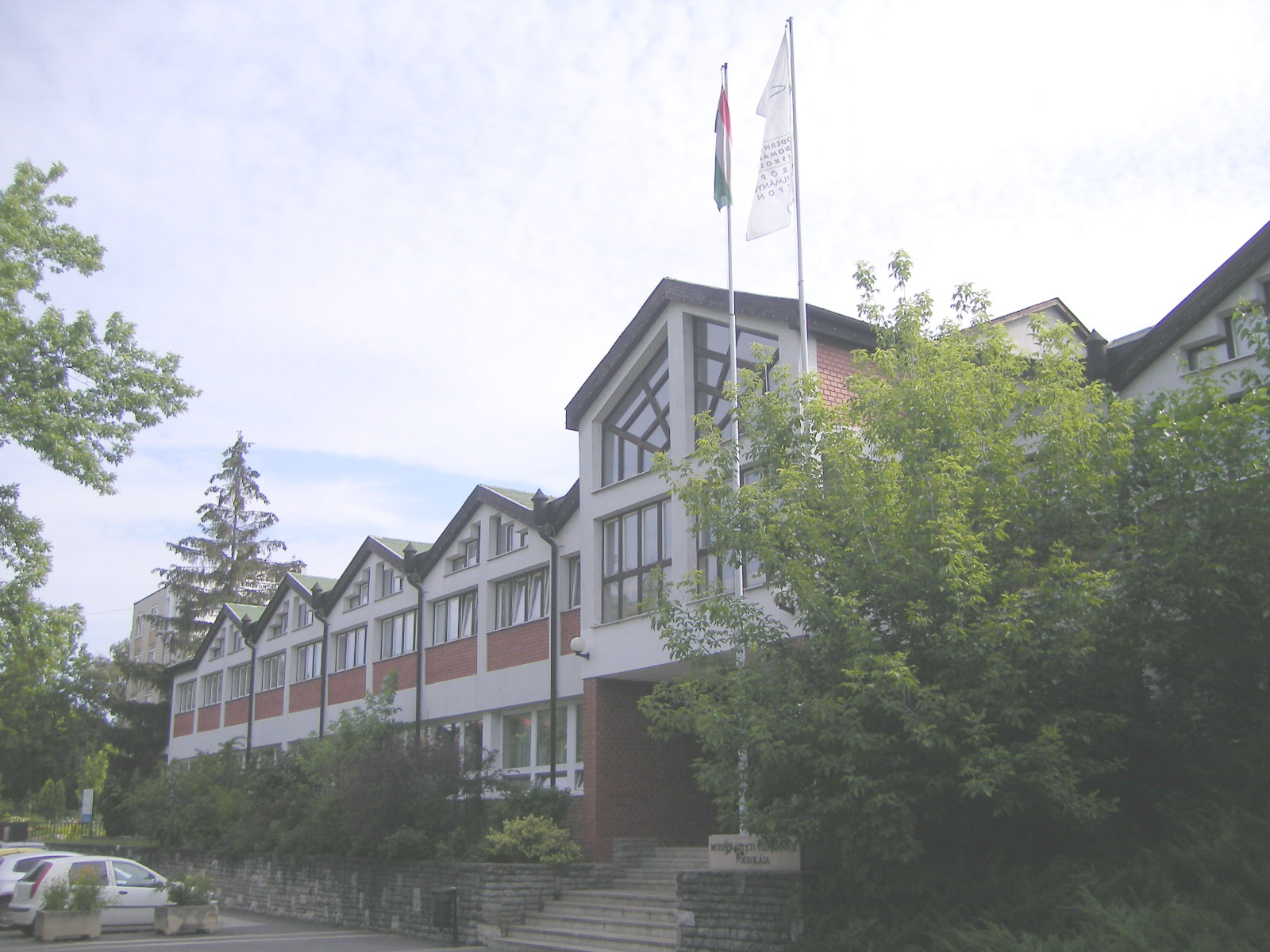
Szkoła Główna Nauk o Handlu (MÜTF)